# Gastrodieae
Gastrodieae Lindl., 1826 è una piccola tribù di piante spermatofite monocotiledoni appartenenti alla famiglia delle Orchidacee.

## Tassonomia
La tribù comprende 5 generi e oltre 120 specie:
- Auxopus Schltr. (4 spp.)
- Didymoplexiella Garay (7 spp.)
- Didymoplexis Griff. (20 spp.)
- Gastrodia R.Br. (92 spp.)
- Uleiorchis Hoehne (4 spp.)